# Helvella terrestris
Helvella terrestris är en svampart som först beskrevs av Josef Velenovský, och fick sitt nu gällande namn av Landvik 1999. Helvella terrestris ingår i släktet Helvella och familjen Helvellaceae.   Inga underarter finns listade i Catalogue of Life.